# Le Corps et le Fouet
Pour les articles homonymes, voir fouet.
Pour plus de détails, voir Fiche technique et Distribution.
Le Corps et le Fouet (La frusta e il corpo) est un film d'épouvante gothique franco-italien réalisé par Mario Bava, sorti en 1963.

## Synopsis
Au XIXe siècle, dans un manoir quelque part sur une côte d'Europe de l'Est, le couple d'amoureux Nevenka et Cristiano prévoit de se marier prochainement. Lorsqu'un jour, le frère aîné de Cristiano, Kurt Menliff, revient dans la demeure familiale pour soi-disant assister au mariage de son petit frère, cela provoque une grande agitation. Le vieux comte Menliff, malade, est loin d'être ravi du retour de Kurt, car ce dernier n'était parti de la maison que contraint et forcé à l'époque. Il avait entamé une liaison avec Tania, la fille de la gouvernante Giorgia. Il y avait de l'eau dans le gaz lorsque la liaison fut rendue publique. Tania se suicida peu après. Elle n'avait probablement pas supporté l'idée que Kurt, malgré sa relation amoureuse avec elle, avait l'intention d'épouser Nevenka. Quoi qu'il en soit, le vieux comte a exclu son aîné de l'héritage. Le grand bénéficiaire de ces changements fut Cristiano. Le comte Menliff ne l'a pas seulement désigné comme héritier principal de la maison et de la ferme ; Cristiano a également pris en charge la fiancée de Kurt, Nevenka, qui l'avait quitté à cause de sa liaison avec Carla. Pour sauver l'honneur de la famille, Cristiano a été « condamné » à se fiancer à la jolie Nevenka. Comme on pouvait s'y attendre, cela a été un poison non seulement pour la relation de Cristiano avec Kurt, mais aussi pour celle avec sa petite amie de l'époque, Katia, sa cousine.
Nevenka et Cristiano ne sont pas vraiment heureux ensemble, et le retour de Kurt, qui ne fait en réalité que renouveler son droit à l'héritage et accessoirement reconquérir Nevenka, rouvre de vieilles blessures chez la jeune épouse. Leurs relations étaient de nature sadomasochiste. Tandis que Nevenka, masochiste, se montrait soumise, Kurt, sadique de nature, aimait faire claquer son fouet sur le dos de Nevenka. Lors d'une rencontre sur la plage, le couple empêché retombe dans ses anciens travers et rétablit leur ancienne relation. Nevenka comprend ce qui lui manque cruellement dans sa relation avec son mari. Lorsqu'elle ne revient plus au château, on s'inquiète. Le valet Losat la trouve inconsciente. Lorsque Kurt est retrouvé mort le lendemain, toutes sortes de questions se posent. Il a été poignardé avec le même poignard que Tania avait utilisé pour se suicider. Presque tout le monde a un motif pour la mort forcée de Kurt : l'ex-épouse ainsi que son mari, le frère de Kurt, le vieux père ainsi que la mère de la défunte Tania. Mais les choses changent dramatiquement, car il semble que l'esprit diabolique de Kurt rôde dans la propriété  et veuille se venger de tout le monde de manière sanglante. Nevenka, en particulier, entend et voit des choses étranges.
Nevenka est convaincue que Kurt n'est pas mort du tout et qu'il est le meurtrier de son père, une idée qui commence à s'insinuer parmi les autres habitants de la maison. En réalité, il s'avère que Nevenka est la meurtrière : elle avait tué Kurt pour se débarrasser de leur relation malsaine, mais son esprit a ensuite cédé. Convaincue qu'elle voyait le fantôme de Kurt (en réalité, peut-être, inexistant), elle avait obéi à ses ordres, tuant également le père de l'homme. À la fin, Nevenka, dans une tentative de frapper le fantôme de Kurt, qui continue à lui apparaître, finit par se poignarder elle-même. Elle mourra dans les bras de son mari, le Baron Cristiano.

## Fiche technique
Sauf indication contraire, les informations mentionnées dans cette section peuvent être confirmées par la base de données cinématographiques Unifrance,  présente dans la section « Liens externes ».
- Titre français : Le Corps et le Fouet[1]
- Titre original italien : La frusta e il corpo
- Réalisation : Mario Bava (sous le nom de « John M. Old »)
- Scénario : Ernesto Gastaldi (sous le nom de « Julian Berry »), Luciano Martino (sous le nom de « Martin Hardy ») et Ugo Guerra (it) (sous le nom de « Robert Ugo »)
- Musique : Carlo Rustichelli (sous le nom de « Jim Murphy »)
- Photographie : Ubaldo Terzano (sous le nom de « David Hamilton »), Mario Bava (non crédité)
- Montage : Renato Cinquini (it) (sous le nom de « Rob King »)
- Décors : Ottavio Scotti (it) (sous le nom de « Dick Grey »)
- Costumes : Anna Maria Palleri (sous le nom de « Peg Fax »)
- Maquillage : Francesco Freda (sous le nom de « Frank Field »)
- Production : Elio Scardamaglia, Giovanni-Domenico Leone, Ferdinando Baldi, Joël Lifschutz, René Thévenet, Federico Magnaghi[1] (sous le nom de « Tom Rhodes »)
- Sociétés de production : Vox Film, Leone Film, Francinor, Paris Inter Productions[1]
- Sociétés de distribution : 
  - Italie : Titanus Film
  - France : Les Films Marbeuf
- Pays de production :  Italie -  France
- Format : Couleurs par Technicolor - 1,77:1 - Son mono - 35 mm
- Genre : Film d'épouvante gothique
- Durée : 85 minutes
- Date de sortie : 
  - Italie : 29 août 1963
  - France : 26 janvier 1966
- Classification :
  - Italie : Interdit aux moins de 14 ans[2]
- Affiche : Constantin Belinsky (France)

## Distribution
- Daliah Lavi  (V.F : Régine Blaess) : Nevenka Menliff
- Christopher Lee  (V.F : Roger Rudel) : Kurt Menliff
- Luciano Stella (sous le nom de « Tony Kendall ») : Cristiano Menliff
- Ida Galli (sous le nom de « Isli Oberon ») (V.F : Nicole Favart) : Katia
- Gustavo de Nardo (sous le nom de « Dean Hardow ») (V.F : Fernand Fabre) : Comte Vladimir Menliff
- Harriet White Medin (en)  (V.F : Madeleine Duhau) : Giorgia
- Luciano Pigozzi (sous le nom d'« Alan Collins ») (V.F : Jean-Jacques Steen) : Losat, le domestique
- Jacques Herlin : Le prêtre

## Production
Les scénaristes crédités sont Ernesto Gastaldi (sous le nom de Julian Berry), Ugo Guerra (sous le nom de Robert Hugo) et Luciano Martino (sous le nom de Martin Hardy). Ernesto Gastaldi a déclaré avoir écrit le scénario lui-même, Ugo Guerra ayant probablement collaboré à certaines parties de l'histoire, tandis que Luciano Martino n'a pas contribué au scénario. Gastaldi a reçu une copie italienne du La Chambre des tortures (1961) de la part de producteurs qui demandaient un film semblable. Gastaldi est crédité comme assistant réalisateur au générique, mais a déclaré qu'il ne s'est jamais rendu sur le plateau de tournage. Mario Bava a été impliqué dans la réalisation grâce à la suggestion d'Ugo Guerra, car il pouvait à la fois réaliser le film et s'occuper de la photographie. Bava était chargé de la photographie, mais c'est son cadreur Ubaldo Terzano qui est crédité au générique.
Le film a été tourné pour moins de 159 millions de lires avec un délai de six semaines de tournage et une autre semaine pour les effets spéciaux. Le film a été tourné à Anzio et au château Saint-Ange à Rome.

## Exploitation
Le thème du sado-masochisme exploré dans le film cause des problèmes avec la censure italienne. La commission ne demande pas de coupes dans le film, mais lui attribue une interdiction aux moins de 18 ans. Ce choix est contesté par la société de production, qui coupe certaines parties du film de son propre chef et ensuite réduit l'interdiction aux moins de 14 ans. Le Corps et le Fouet sort en Italie le 29 août 1963 via Titanus.
Le film est saisi le 12 octobre 1963, sous l'inculpation d'obscénité, en raison de la présence de « plusieurs séquences faisant référence à des dégénérescences et des anomalies de la vie sexuelle ». Le film a ensuite été redistribué en janvier 1964. Le tribunal de Rome a ordonné la confiscation de plusieurs scènes qualifiées de « contraires aux bonnes mœurs ». L'affiche du film devait être détruite et le chef de presse de Titanus condamné à trois mois de probation. Le film enregistre 358 209 entrées, ce qui totalise 72 millions de lires de recettes au box-office Italie 1963-1964.
Le Corps et le Fouet est sorti en France le 26 janvier 1966. Une version censurée intitulée What ! est sortie aux États-Unis en 1965. Cette version a été doublée en anglais sans qu'aucun des acteurs n'utilise sa voix originale. La version américaine de 77 minutes est presque identique à la version britannique intitulée Night is the Phantom. Les versions américaine et anglaise des films ont été lourdement retouchées, avec notamment la suppression de toutes les scènes de flagellation, rendant le film incompréhensible.

### Accueil critique
En 1970, le scénariste Ernesto Gastaldi a exprimé sa déception à l'égard du film. Gastaldi imaginait le film « comme un cauchemar psychologique, dans le style des films de Clouzot, mais Bava voulait voir un drame baroque et décadent, et il a démesurément exagéré ces caractéristiques »,.
Selon Gérald Duchaussoy auteur de Mario Bava, le magicien des couleurs, l'abstraction déjà présente dans Les Trois Visages de la peur, le film précédent du réalisateur, sont encore plus affirmées dans ce film-ci. « Le film se détache complètement du récit pour atteindre une pureté absolue de l’image. Le travail sur les gros plans évoque les films muets des premiers âges du cinéma ». Dans le même ouvrage, Romain Vandestichele fait remarquer que le film nous parle de libération sexuelle : « C’est un cinéma qui n’est fait que de pulsions. La frustration sexuelle évoquée dans le film résonne avec les combats politiques qui commencent à s’annoncer partout dans le monde ».
D'après Olivier Père, si le film avait une réputation terriblement sulfureuse à sa sortie, le film « surprend et séduit davantage aujourd’hui par sa dimension mentale ». « C’est une plongée dans la psyché de son héroïne à laquelle nous invite Bava. Le cinéaste se plaît à entretenir la confusion entre rêve et réalité, fantasmes sexuels et hallucinations. Les manifestations surnaturelles sont des émanations de l’esprit troublé de Nevenka. Le film tout entier, avec son décorum angoissant et ses variations chromatiques insensées devient une projection de la folie de Nevenka, qui bascule dans la psychose criminelle. Les plans où la caméra de Bava scrute le visage de Daliah Lavi possèdent une poésie qui combine un lyrisme décadent à la Edgar Allan Poe et l’approche cérébrale d’une étude clinique ».